# Práznovce
Práznovce es un municipio del distrito de Topoľčany en la región de Nitra, Eslovaquia, con una población estimada a final del año 2024 de 966 habitantes.
Se encuentra ubicado al norte de la región, cerca del río Nitra (cuenca hidrográfica del Danubio) y de la frontera con las regiones de Trnava y Trenčín.

## Demografía
| Año        | 1994 | 2004 | 2014    | 2024    |
| ---------- | ---- | ---- | ------- | ------- |
| Población  | 0    | 962  | 969     | 966     |
| Diferencia |      | –    | +0,72 % | −0,30 % |

| Año        | 2023 | 2024    |
| ---------- | ---- | ------- |
| Población  | 977  | 966     |
| Diferencia |      | −1,12 % |